# Friedl Volgger

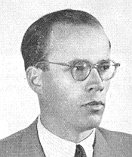
Friedl Volgger

Friedrich „Friedl“ Volgger (* 4. September 1914 in Ridnaun; † 15. Mai 1997 in Bozen) war ein Südtiroler Widerstandskämpfer, Politiker, Journalist und bedeutender Akteur beim Aufbau der Südtiroler Volkspartei sowie der Erlangung der Landesautonomie. Aufgrund seines Engagements gegen die Italianisierung, gegen die Option für das Deutsche Reich und seines Eintretens für die Autonomie Südtirols wurde er im Laufe seines Lebens von den faschistischen Machthabern, während des Nazi-Regimes und ein drittes Mal im demokratischen Italien inhaftiert.

## Leben

### 1914–1945
Friedl Volgger besuchte das Vinzentinum in Brixen und strebte zunächst als Student der Theologie am Brixner Priesterseminar und am Saint Joseph’s College of Mill Hill den Priesterberuf an. Er wechselte jedoch nach einigen Jahren an die Universität Innsbruck, wo er 1939 sein Studium der Germanistik und Geschichte mit einer Dissertation zur Geschichte von Ridnaun abschloss.
Volgger, in jungen Jahren bereits als Katakombenlehrer tätig und daher von den faschistischen Behörden verhaftet, erlebte den Anschluss Österreichs mit und wurde zum überzeugten Gegner des Nationalsozialismus. Nach seinem Studienabschluss kam er 1939 zur von Kanonikus Michael Gamper geleiteten Tageszeitung Dolomiten, wo er sich entschieden gegen die Option für das Deutsche Reich einsetzte.
Volgger, Gamper und andere führende Dableiber wie Erich Amonn und Josef Mayr-Nusser gründeten noch im selben Jahr den Andreas-Hofer-Bund (AHB), dessen Vorsitz er bis 1943 innehatte. Volgger bezog umgehend offen Stellung gegen den nationalsozialistischen Völkischen Kampfring Südtirols (VKS).
Im März 1944 wurde Volgger wegen seines Einsatzes im AHB inhaftiert und in das Konzentrationslager Dachau deportiert. Volgger konnte erst nach Kriegsende zurückkehren und war deshalb nicht an der Gründung der Südtiroler Volkspartei (SVP) im Mai 1945 beteiligt, übernahm aber sofort nach seiner Rückkehr die Aufgabe des Parteisekretärs.
Als Antifaschist erwirkte er noch 1945 die Erlaubnis der amerikanischen Militärverwaltung zur Gründung des Alpenvereins Südtirol (AVS).

### 1946–1997
Als SVP-Funktionär war Friedl Volgger diplomatisch unterwegs und führte in Belgrad und Wien Verhandlungen über eine eventuelle Rückkehr Südtirols zu Österreich. Volgger nahm als Teil der österreichischen Delegation auch an den Verhandlungen zum Gruber-De-Gasperi-Abkommen in Paris teil. Von 1948 bis 1953 war er in der ersten Legislaturperiode nach Inkrafttreten der republikanischen Verfassung Mitglied der italienischen Abgeordnetenkammer. Anschließend kehrte Volgger in die Redaktion der von Kanonikus Michael Gamper geleiteten Tageszeitung Dolomiten zurück, fungierte dort nach dessen Tod 1956 als Chefredakteur („Hauptschriftleiter“) und schlug eine zunehmend militante Blattlinie ein. Nach dem Führungswechsel in der SVP 1957 wurde Volgger Parteiobmannstellvertreter und enger Vertrauter des neuen Vorsitzenden Silvius Magnago. In dieser Zeit (Februar–April 1957) wurde er wegen seiner angeblichen Verbindungen zum Befreiungsausschuss Südtirol, offenbar auf Initiative des Bozener Carabinieri-Offiziers Josef Brandstätter, inhaftiert, nach internationalen Protesten und aus Mangel an Beweisen jedoch bald wieder freigelassen. 1960 nahm er – wieder mit der österreichischen Delegation – zusammen mit Alfons Benedikter und Luis Sand als Beobachter und Chronist an den UN-Verhandlungen zur Südtirolfrage teil. Im selben Jahr wurde er auch in den Regionalrat Trentino-Südtirol und damit gleichzeitig den Südtiroler Landtag gewählt.
1963 wurde er Chefredakteur des Südtiroler Volksboten, der Parteizeitung der SVP aus dem Haus Athesia, nachdem Volgger von Toni Ebner sr. aufgrund von erheblichen Differenzen in der Bewertung der Feuernacht und der wirtschaftsfreundlichen SVP-Bewegung Aufbau aus der Dolomiten-Redaktion entfernt worden war. Um sich auf den Wahlkampf für den Senat vorzubereiten, trat Volgger 1967 von seinem Landtags- und Regionalratsmandat zurück. 1968 wurde er im Wahlkreis Brixen in den Senat gewählt, dem er bis 1972 angehörte. Zwischen 1969 und 1973 war er auch Vorsitzender der Föderalistischen Union Europäischer Volksgruppen.
1978 gründete Friedl Volgger in Bozen mit Giancarlo Bertagnolli und anderen den Verein La Strada – Der Weg, der sich um Drogensüchtige und anderweitig ausgegrenzte Menschen kümmert. Seine Tochter Burgi war lange Vorsitzende des Vereins. 1984 publizierte Volgger seine Memoiren Mit Südtirol am Scheideweg, die vielfältige Reaktionen hervorriefen.

## Ehrungen
- 1958 Joseph-E.-Drexel-Preis
- 1974 Ehrenzeichen des Landes Tirol
- 1984 Großes Silbernes Ehrenzeichen mit dem Stern für Verdienste um die Republik Österreich
- 2014 Benennung eines Platzes in Bozen in Friedl-Volgger-Platz

## Memoiren
- Mit Südtirol am Scheideweg: erlebte Geschichte. Haymon, Innsbruck 1984, ISBN 3-85218-168-2 (mehrfach neu aufgelegt).
  - (auf Italienisch) Sudtirolo al bivio: ricordi di vita vissuta. Bolzano: Casa ed. PRAXIS 3, 1985.
- Mit Südtirol am Scheideweg: Erinnerungen des KZ-Häftlings, Journalisten und Politikers. Edition Raetia, Bozen 2014, ISBN 978-88-7283-501-2 (überarbeitete und ergänzte Auflage).